# De sortie
De sortie est un court métrage français réalisé par Thomas Salvador, sorti en 2005.

## Fiche technique
- Titre : De sortie
- Réalisation : Thomas Salvador
- Scénario : Thomas Salvador
- Photographie : Emmanuelle Le Fur
- Montage : Agnès Bruckert
- Musique : Ursus Minot
- Durée : 15 minutes
- Date de sortie : 3 décembre 2005

## Distribution
- Thomas Salvador

## Distinctions
- 2006 : Prix Jean-Vigo du court métrage[1]